# Гьямфи, Кингсли
Кингсли Гьямфи (англ. Kingsley Gyamfi; род. 15 марта 2004) — ганский футболист, защитник клуба «Хаммарбю».

## Клубная карьера
В Гане выступал за «Жилина Африка», местный филиал словацкого клуба «Жилина». Перед сезоном 2022 года перешёл в шведский «Хаммарбю», где начал выступление за молодёжную команду клуба. В январе 2023 года присоединился к «Хаммарбю Таланг», фарм-клубу «Хаммарбю». В его составе провёл 27 матчей в первом шведском дивизионе. Перед сезоном 2024 года некоторое время тренировался с «Дегерфорсом», в который прорабатывался вариант с арендой, но в итоге переход не состоялся. 7 апреля во встрече второго тура с «Мальмё» дебютировал за «Хаммарбю» в чемпионате Швеции, появившись на поле на 83-й минуте матча вместо Фредерика Винтера.

## Клубная статистика
| Выступление      | Выступление      | Выступление      | Лига | Лига | Кубки | Кубки | Конт. кубки | Конт. кубки | Итого | Итого |
| Клуб             | Лига             | Сезон            | Игры | Голы | Игры  | Голы  | Игры        | Голы        | Игры  | Голы  |
| ---------------- | ---------------- | ---------------- | ---- | ---- | ----- | ----- | ----------- | ----------- | ----- | ----- |
| Хаммарбю Таланг  | Дивизион 1       | 2023             | 27   | 0    | 0     | 0     | 0           | 0           | 27    | 0     |
| Хаммарбю Таланг  | Итого            | Итого            | 27   | 0    | 0     | 0     | 0           | 0           | 27    | 0     |
| Хаммарбю         | Алльсвенскан     | 2024             | 1    | 0    | 0     | 0     | 0           | 0           | 1     | 0     |
| Хаммарбю         | Итого            | Итого            | 1    | 0    | 0     | 0     | 0           | 0           | 1     | 0     |
| Всего за карьеру | Всего за карьеру | Всего за карьеру | 28   | 0    | 0     | 0     | 0           | 0           | 28    | 0     |